# روزالي دو لامورلييه
روزالي دو لامورلييه (بالفرنسية: Rosalie de Lamorlière)‏ (19 مارس 1768 - 2 فبراير 1848)؛ كانت عاملة منزلية فرنسية. كانت آخر خادمة للملكة ماري أنطوانيت بينما كانت الملكة مسجونة في كونسييجيري في انتظار محاكمتها وإعدامها.

## السيرة الذاتية
ولدت ماري روزالي دو لامورلييه في 19 مارس 1768 في بريتويل، كانت ابنة الإسكافي فرانسوا دو لامورلييه وزوجته مارغريت شارلوت فاكونسين، التي توفيت عندما كانت في الثانية عشر من عمرها. عاشت روزالي معظم حياتها في شارع سيفر في باريس مع أشقائها الستة. 
في 1792 في الرابعة وعشرون في عمرها، تم تعيينها كخادمة في كونسييجيري. بعد فترة قصيرة من تعيينا، تم تعيينها كخادمة لماري أنطوانيت،  التي كانت ملكة فرنسا القرينة حتى 1792. وظلت خادمتها حتى وفاة ماري أنطوانيت في 16 أكتوبر 1793. في عام 1799، تقاعدت روزالي من وظيفتها كخادمة.
كانت روزالي لا تزال قريبة من أسرة ماري أنطوانيت بعد وفاتها، وفي 1824، حصلت على إعانة من ابنة ماري أنطوانيت الكبرى الباقية، ماري تيريز شارلوت.
توفيت روزالي في 2 فبراير 1848 في التاسعة والسبعين من عمرها. أقامت ابنتها قبرها في مقبرة بير لاشيز في باريس.